# The Pawnbroker's Daughter
The Pawnbroker's Daughter è un cortometraggio del 1913: il nome del regista non appare nei titoli. Prodotto dalla Kalem Company, il film fu interpretato da Alice Joyce e Tom Moore e venne distribuito nelle sale dalla General Film Company l'11 giugno 1913.

## Trama
Manuel Dreyfus manda la figlia al college: lì, Esther incontra Edward, un giovane Gentile di cui si innamora, ricambiata. Mentre ignora Aaron, il ragazzo cui è promessa fin dalla nascita.
La famiglia di Edward appartiene alla buona società e farci entrare un'ebrea è considerato un fatto anomalo. La madre di Edward, che ha perso una grossa somma giocando al club, non ha il denaro per pagare il debito perché suo marito si rifiuta di darle la somma necessaria. La signora Marshall è costretta a ricorrere al Monte dei Pegni, dove porta, tutta velata per non farsi riconoscere, una collana. Dreyfus, proprietario del banco, si fa dare dalla donna una carta da visita con il suo indirizzo.
Edward organizza un incontro tra le due famiglie per farle conoscere. Ma i Marshall sono molto scostanti e offensivi: Edward, imbarazzato, porta fuori la fidanzata, per toglierla dall'atmosfera pesante che si respira in casa. La signora Marshall diventa sempre più offensiva con Dreyfus, finché questi, con disprezzo, tira fuori dalla tasca la collana che si era portato dietro, dopo che si era reso conto che l'indirizzo dei Marshall era lo stesso di quello della proprietaria della collana. Intanto i due giovani, fuori, mentre passeggiano, hanno un chiarimento: si rendono conto che non possono sposarsi e si lasciano. Quando Dreyfus torna a casa, trova un biglietto della figlia che lo informa di essere andata a sposarsi. Sicuro che il marito sia Edward, il vecchio ebreo soffre. Ma, ecco che Esther ritorna a casa, accompagnata da Aaron, suo marito.

## Produzione
Il film fu prodotto dalla Kalem Company.

## Distribuzione
Venne distribuito nelle sale dalla General Film Company l'11 giugno 1913.